# 克里斯·迪馬科
克里斯·迪馬科（Chris DiMarco, 1968年8月23日－）是一位美國職業高爾夫球選手。他曾經在2002年到2006年期間排名位於世界前10之列累積超過50周。柯瑞斯·迪馬可曾經代表美國隊參加2006年萊德盃。 

## 外部連結
- 官方網站
- PGA巡迴賽網站上的介紹 （页面存档备份，存于）